# Bahnstrecke Lelle–Pärnu
| Ein DR1BJ-2717 im Bahnhof Pärnu |                          |                                         |                                         |
| |                          |                                         |                                         |
| Streckenlänge: | Schmalspur: 76,9 km      |                                         |                                         |
| Spurweite: | bis 1971: 750 mm 1520 mm |                                         |                                         |
| |                          |                                         |                                         |
| \| \| \| von Tallinn \| \| \| \| 71,9 \| Lelle \| Lelle \| \| \| \| nach Viljandi \| \| \| \| 80,3 \| Koogiste (Bhf. bis 1969) \| Koogiste (Bhf. bis 1969) \| \| \| 86,0 \| Eidapere (Bhf. bis 2004) \| Eidapere (Bhf. bis 2004) \| \| \| 92,1 \| Kõnnu (Hp ab 1969, 2010 geschlossen) \| Kõnnu (Hp ab 1969, 2010 geschlossen) \| \| \| \| von Vändra \| \| \| \| 101,3 \| Viluvere (Bhf. bis 1969) \| Viluvere (Bhf. bis 1969) \| \| \| 113,1 \| Tootsi \| Tootsi \| \| \| 117,4 \| Tori (Bhf. bis 1969) \| Tori (Bhf. bis 1969) \| \| \| 123,5 \| Tammiste (Hp ab 1969, 2011 geschlossen) \| Tammiste (Hp ab 1969, 2011 geschlossen) \| \| \| \| \| \| \| \| \| Pärnu \| \| \| \| 132,8 \| Sindi (1969 geschlossen) \| Sindi (1969 geschlossen) \| \| \| \| Pulli (seit 2011) \| \| \| \| \| Pärnu Kaubajaam (Pers.-Halt 1971) \| \| \| \| \| Industrieanschluss \| \| \| \| \| Bahnstrecke Pärnu–Mõisaküla \| von Mõisaküla \| \| \| \| Pärnu \| \| \| \| \| Pärnu raudteejaam (1976–2018) \| \| \| \| \| \| \| \| \| 142,1 \| Papiniidu (1969 geschlossen) \| Papiniidu (1969 geschlossen) \| \| \| 148,8 \| Pärnu raudteejaam (1876–1972) \| Pärnu raudteejaam (1876–1972) \| \| \| \| \| \| \| Quellen: [2] \| \| \| \| |                          |                                         |                                         |
| Strecke |                          | von Tallinn                             | von Tallinn                             |
| Bahnhof | 71,9                     | Lelle                                   | Lelle                                   |
| Abzweig geradeaus und nach links |                          | nach Viljandi                           | nach Viljandi                           |
| ehemaliger Haltepunkt / Haltestelle | 80,3                     | Koogiste (Bhf. bis 1969)                | Koogiste (Bhf. bis 1969)                |
| ehemaliger Haltepunkt / Haltestelle | 86,0                     | Eidapere (Bhf. bis 2004)                | Eidapere (Bhf. bis 2004)                |
| ehemaliger Bahnhof | 92,1                     | Kõnnu (Hp ab 1969, 2010 geschlossen)    | Kõnnu (Hp ab 1969, 2010 geschlossen)    |
| Abzweig geradeaus und ehemals von links |                          | von Vändra                              | von Vändra                              |
| ehemaliger Haltepunkt / Haltestelle | 101,3                    | Viluvere (Bhf. bis 1969)                | Viluvere (Bhf. bis 1969)                |
| Dienststation / Betriebs- oder Güterbahnhof | 113,1                    | Tootsi                                  | Tootsi                                  |
| ehemaliger Haltepunkt / Haltestelle | 117,4                    | Tori (Bhf. bis 1969)                    | Tori (Bhf. bis 1969)                    |
| ehemaliger Bahnhof | 123,5                    | Tammiste (Hp ab 1969, 2011 geschlossen) | Tammiste (Hp ab 1969, 2011 geschlossen) |
| Abzweig geradeaus und ehemals nach links · Strecke von rechts (außer Betrieb) |                          |                                         |                                         |
| Strecke · Brücke über Wasserlauf (Strecke außer Betrieb) |                          | Pärnu                                   | Pärnu                                   |
| Strecke · Bahnhof (Strecke außer Betrieb) | 132,8                    | Sindi (1969 geschlossen)                | Sindi (1969 geschlossen)                |
| ehemaliger Haltepunkt / Haltestelle · Strecke (außer Betrieb) |                          | Pulli (seit 2011)                       | Pulli (seit 2011)                       |
| Dienststation / Betriebs- oder Güterbahnhof · Strecke (außer Betrieb) |                          | Pärnu Kaubajaam (Pers.-Halt 1971)       | Pärnu Kaubajaam (Pers.-Halt 1971)       |
| Abzweig ehemals geradeaus und nach rechts · Strecke (außer Betrieb) |                          | Industrieanschluss                      | Industrieanschluss                      |
| Strecke (außer Betrieb) · Abzweig geradeaus und von links (Strecke außer Betrieb) |                          | Bahnstrecke Pärnu–Mõisaküla             | von Mõisaküla                           |
| Brücke über Wasserlauf (Strecke außer Betrieb) · Strecke (außer Betrieb) |                          | Pärnu                                   | Pärnu                                   |
| Strecke (außer Betrieb) · Haltepunkt / Haltestelle (Strecke außer Betrieb) |                          | Pärnu raudteejaam (1976–2018)           | Pärnu raudteejaam (1976–2018)           |
| Strecke nach links (außer Betrieb) · Abzweig geradeaus und nach rechts (Strecke außer Betrieb) |                          |                                         |                                         |
| Bahnhof (Strecke außer Betrieb) | 142,1                    | Papiniidu (1969 geschlossen)            | Papiniidu (1969 geschlossen)            |
| Kopfbahnhof Streckenende (Strecke außer Betrieb) | 148,8                    | Pärnu raudteejaam (1876–1972)           | Pärnu raudteejaam (1876–1972)           |
| |                          |                                         |                                         |
| Quellen: |                          |                                         |                                         |

Die Bahnstrecke Lelle–Pärnu ist eine estnische Bahnstrecke. Sie hat die russische Spurbreite von 1520 mm und ist nicht elektrifiziert. Eigentümerin der Strecke ist Edelaraudtee. Seit Dezember 2018 findet auf der Bahnstrecke kein Verkehr mehr statt, eine Wiedereröffnung ist 2026 geplant.

## Geschichte
Pärnu erhielt seinen ersten Bahnanschluss 1896, als eine Schmalspurstrecke in 750 mm Spurweite zwischen Valga und Pärnu eröffnet wurde. Nach der estnischen Unabhängigkeit 1918 entsprach diese Anbindung nicht mehr den Verkehrsbedürfnissen, da sie für die Verbindung von Pärnu zur Hauptstadt Tallinn einen erheblichen Umweg bedeutete. Im Anschluss an die bereits 1901 eröffnete in 750 mm Spurweite ausgeführte Strecke Tallinn–Lelle–Viljandi eröffnete die Eesti Raudtee daher 1928 die Strecke von Lelle nach Pärnu. Statt früher 16 Stunden benötigten die Züge zwischen Tallinn und Pärnu nur noch sechs Stunden.
Von 1959 bis 1974 wurde das estnische 750-mm-Netz schrittweise durch den damaligen Betreiber, die Sowjetische Staatsbahn SŽD, eingestellt oder auf die russische Breitspur von 1520 mm umgespurt. Zu den umgespurten Verbindungen gehörte die Strecke von Lelle nach Pärnu. Im Jahr 1971 wurde die umgespurte Strecke in Betrieb genommen, 1976 erfolgte eine kurze Verlängerung durch eine Neubaustrecke zum neuen Personenbahnhof am westlichen Ufer des Flusses Pärnu.

## Betrieb in den 2010er-Jahren
Zuletzt verkehrten pro Tag und Richtung nur zwei Züge von Lelle nach Pärnu. Je ein Zugpaar verkehrte am Morgen, das andere am Abend. In Lelle bestand zeitnaher Anschluss an Züge in/aus Richtung Tallinn. Die Fahrzeit von Tallinn nach Pärnu betrug etwa 2 h 15 min, je nach vorgesehener Umsteigezeit in Lelle. Somit wurde Tallinn aus Pärnu rund 30 min. schneller erreichte als zu Edelaraudtee-Zeiten (Stand August 2014).
Allerdings konnten aus Richtung Pärnu nicht mehr alle Bahnhöfe zwischen Lelle und Tallinn sinnvoll erreicht werden, da die Züge in Richtung Tallinn, an die Anschluss in Lelle bestand, nicht an allen Bahnhöfen halten. Dies ließ sich gemäß Fahrplan nur durch sehr lange Umsteigezeiten umgehen. 2014 kam es zuweilen vor, dass in Lelle die Züge aus Richtung Viljandi schon so voll waren, dass Fahrgäste zurückbleiben mussten.

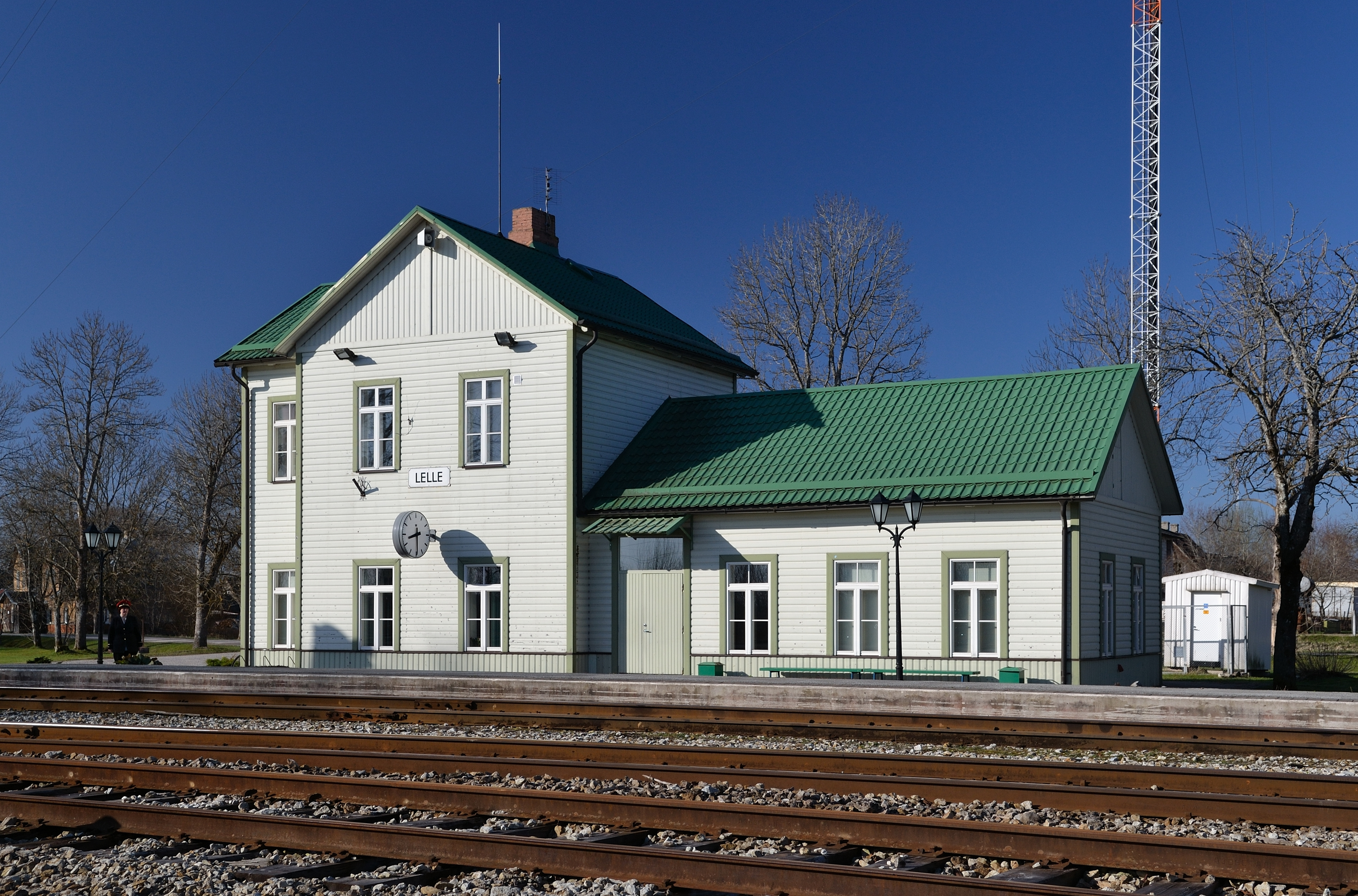
Lelle
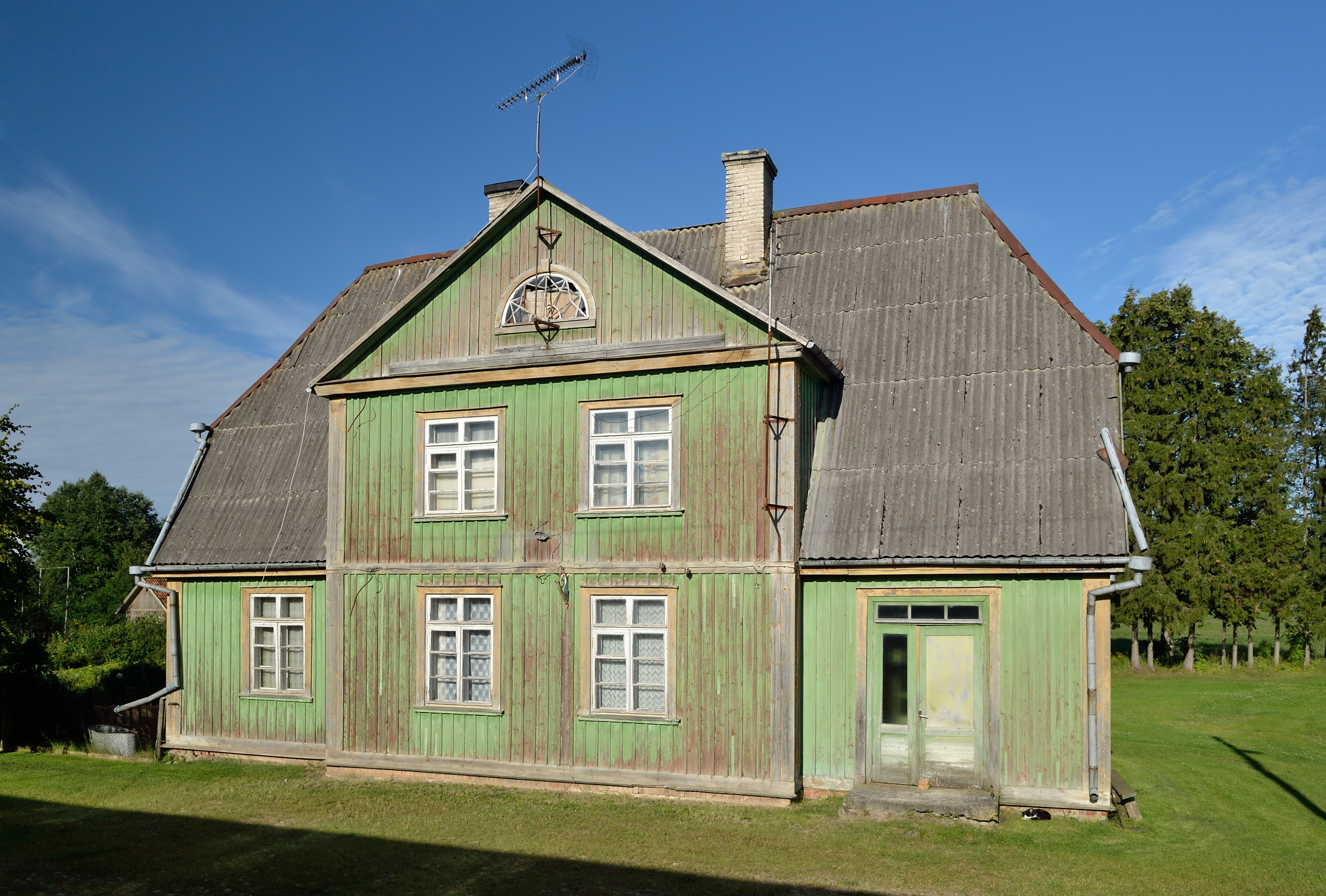
Koogiste
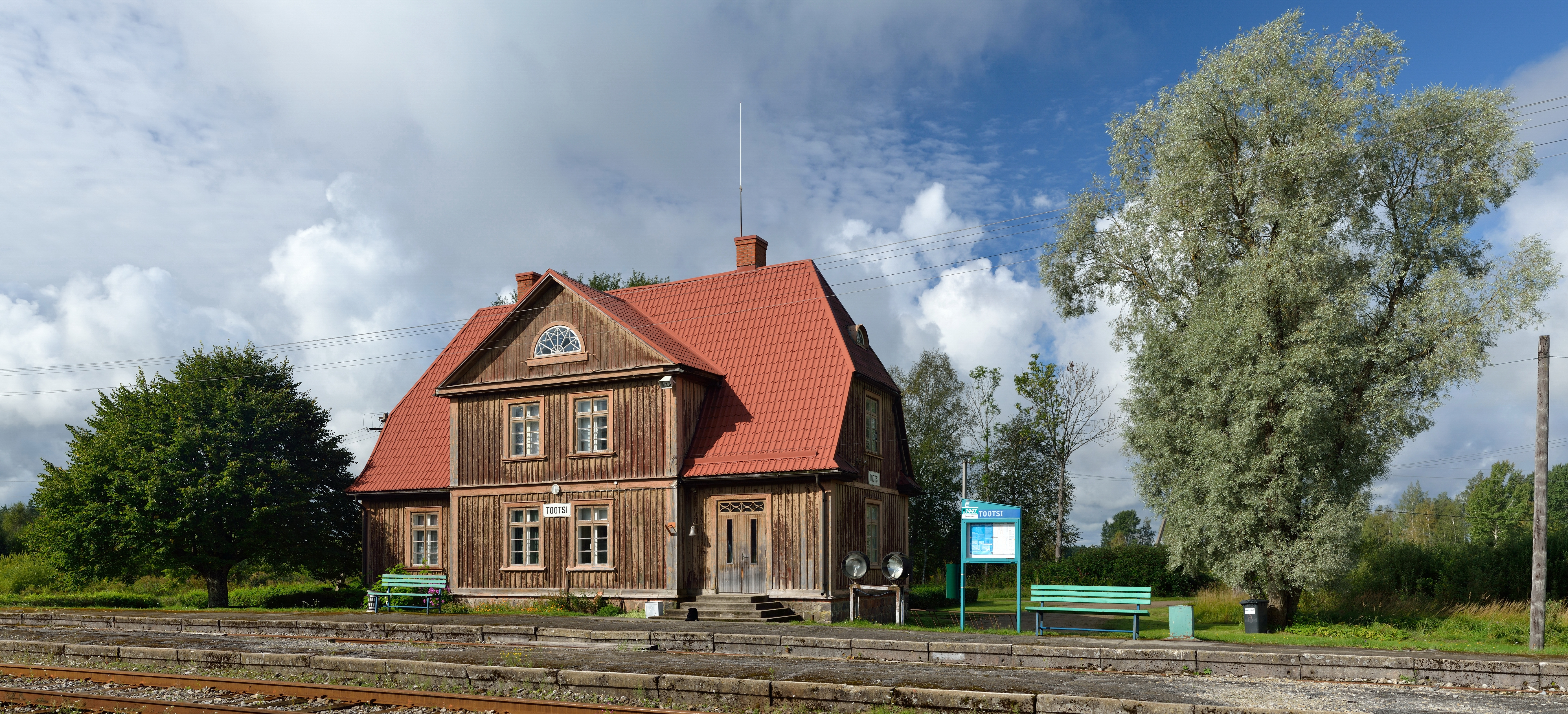
Tootsi
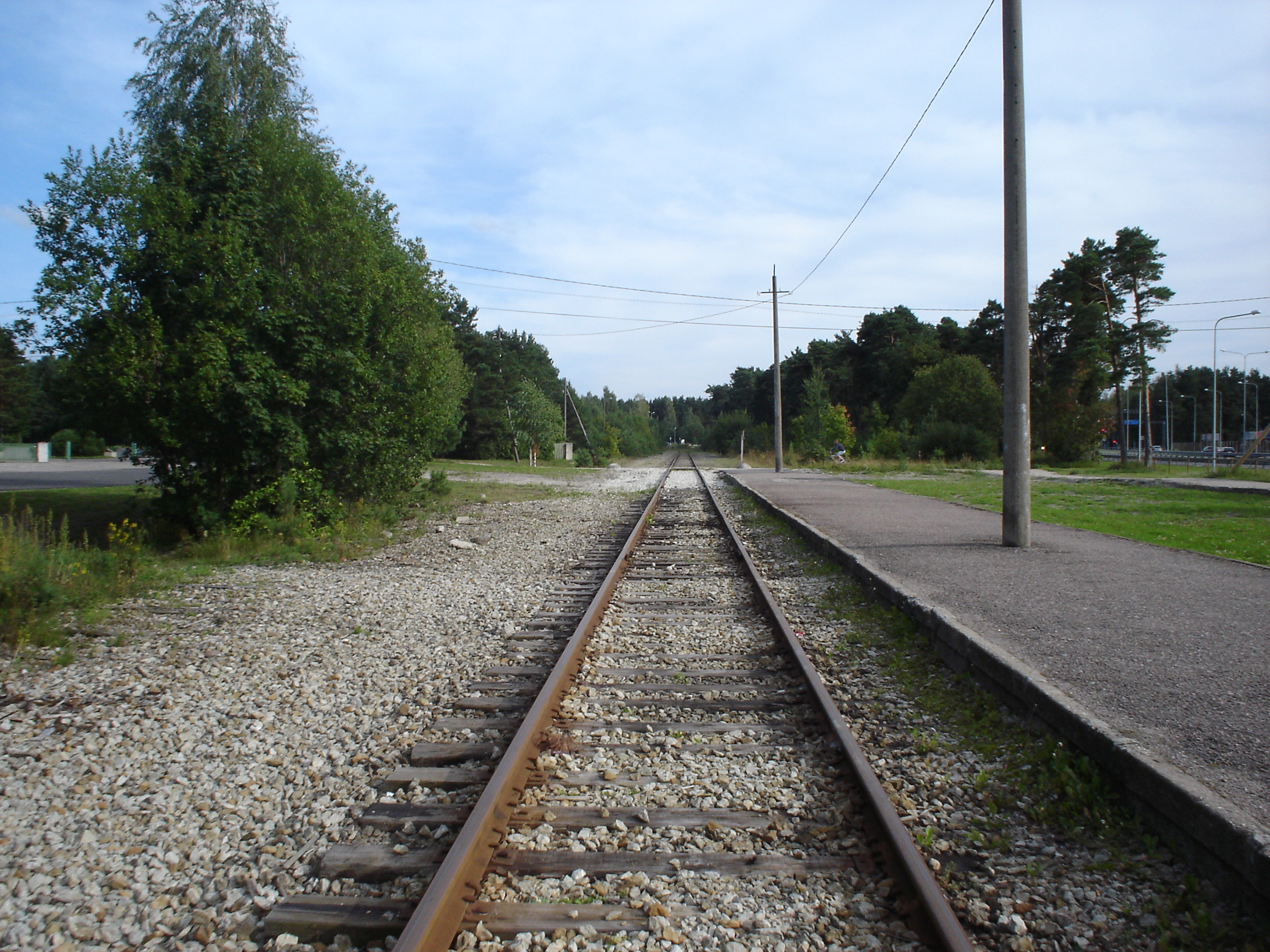
Pärnu
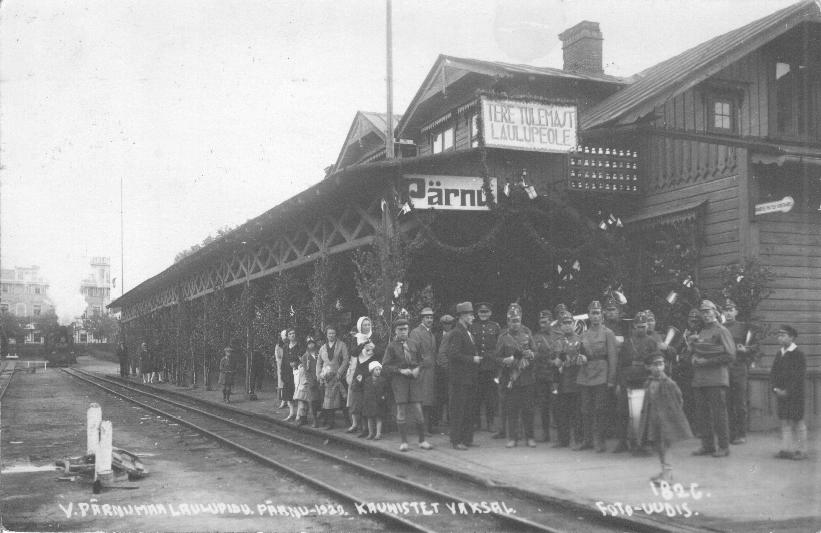
Pärnu (1926)

### Betriebseinstellung
Ab dem 9. Dezember 2018 wurde der Personenverkehr auf der Strecke vorläufig eingestellt und soll erst mit der Fertigstellung der Rail Baltica wieder aufgenommen werden. In der Zwischenzeit müssen Reisende in Rapla oder Lelle auf Busse umsteigen.
Der Staat hat beschlossen, kein Geld mehr in die Instandhaltung der Strecke Tallinn–Pärnu zu investieren. Nach Aussagen des Betreibers Edelaraudtee aus dem Jahr 2017 hätten 17 Millionen Euro investiert werden müssen, um die Zugverbindung zwischen den beiden Städten aufrechtzuerhalten, wobei die mögliche Höchstgeschwindigkeit auf der Strecke dann noch immer nicht mehr als 80 km/h betragen hätte.
Trotz des Ausfalls der Zugverbindung verbessert sich das Angebot für die Reisenden, die nach der Stilllegung drei Busverbindungen täglich gegenüber zwei Verbindungen mit dem Zug angeboten bekommen. Der Morgenbus fährt früher ab, so dass die Reisenden früher in Tallinn sein können. Weitere Verbesserungen ergeben sich in Tori und in Sindi, wo der Bus Haltestellen in den Orten anfährt. Fahrgäste, die aus der Stadt Vändra in beide Richtungen reisten, mussten früher in den nahegelegenen Stationen in Viluvere oder Eidapere in den Zug einsteigen. Jetzt hält der Bus am Busbahnhof mitten in der Stadt. Gleiches gilt für Tootsi, wo sich der Bahnhof zwei Kilometer vom Dorf entfernt befindet.
Die Strecke der Rail Baltica soll voraussichtlich bis 2025 fertiggestellt sein und 2026 ihren Betrieb aufnehmen.